# Tarmo Loodus
Tarmo Loodus (* 18. Februar 1958 in  Lihula) ist ein ehemaliger estnischer Politiker und Pädagoge. Er war von Ende 1999 bis Anfang 2002 Innenminister der Republik Estland.

## Pädagogik
Tarmo Loodus besuchte die Grundschule in Võidula, die Mittelschule in Pärnjõe und machte 1976 seinen Schulabschluss in Vändra. Am Pädagogischen Institut (Tallinna Pedagoogiline Instituut) in der estnischen Hauptstadt Tallinn (heute Universität Tallinn).
Von 1977 bis 1981 war er als Sportpädagoge tätig. Von 1982 bis 1984 diente er in der sowjetischen Armee. Nach seinem Wehrdienst war Loodus von 1984 bis 1986 als Schullehrer in Kaisma tätig, bevor er die Leitung der Schule in Pärnjõe übernahm. Von 1989 bis 1996 war er Direktor eines Gymnasiums in Viljandi. Ab 2002 leitete er die Privatschule Audentese Erakool in Tallinn. Seit 2004 leitet er das Berufsbildungszentrum von Viljandi.

## Politik
Mit der Auflösung der Sowjetunion betätigte sich Tarmo Loodus auch politisch. 1989 wurde er in den Kreistag des Kreises Viljandi gewählt. Er gehörte dem im Februar 1990 frei gewählten „Estnischen Kongress“ an, der die  Loslösung Estlands von der Sowjetunion zum Ziel hatte. 1993 trat er dem Wahlbündnis Vaterland (Isamaa) bei. Im selben Jahr wurde er in den Stadtrat von Viljandi gewählt. 1996 wurde er Bürgermeister der Stadt.
Vom 9. November 1999 bis zum 28. Januar 2002 war Tarmo Loodus Innenminister der Republik Estland in der Koalitionsregierung seines Parteifreundes Ministerpräsident Mart Laar. Nach seinem Ausscheiden aus dem Ministeramt wurde Loodus Generalsekretär der Vaterlandsunion (Isamaaliit).
Von 2005 an war Loodus erneut in der Kommunalpolitik tätig, unter anderem als Vorsitzender des Stadtrats von Viljandi. 2017 zog er sich aus der Politik zurück.